# Fran Allison
Frances Helen Allison, detta Fran (La Porte City, 20 novembre 1907 – Sherman Oaks, 13 giugno 1989), è stata una conduttrice televisiva, cantante e conduttrice radiofonica statunitense.
Soprannominata la "First Lady of Chicago Broadcasting", divenne nota al grande pubblico negli anni quaranta-cinquanta come conduttrice di programmi televisivi quali Kukla, Fran and Ollie e The Fran Allison Show.  Partecipò inoltre a vari programmi televisivi musicali tra gli anni cinquanta e settanta.
Ha una stella nella Hollywood Walk of Fame.

## Biografia

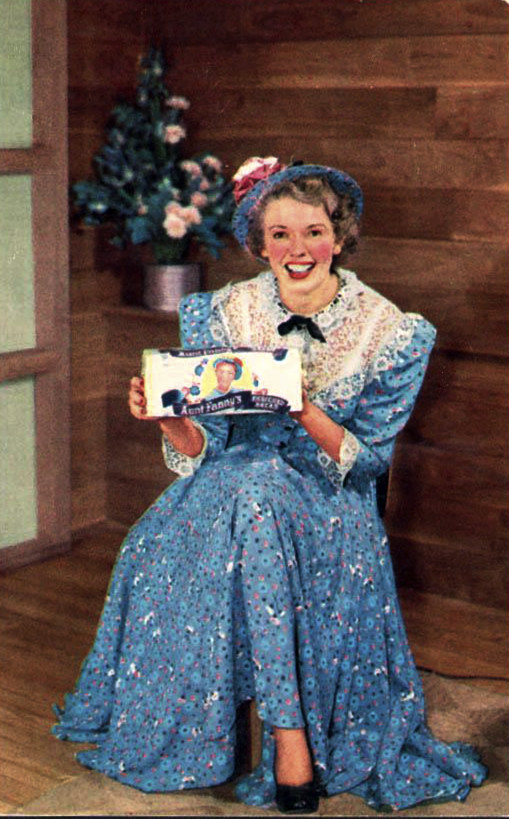
Fran Allison in una cartolina che la ritrae nel ruolo di "Aunt Fanny" interpretato nel programma radiofonico Don McNeill's Breakfast Club

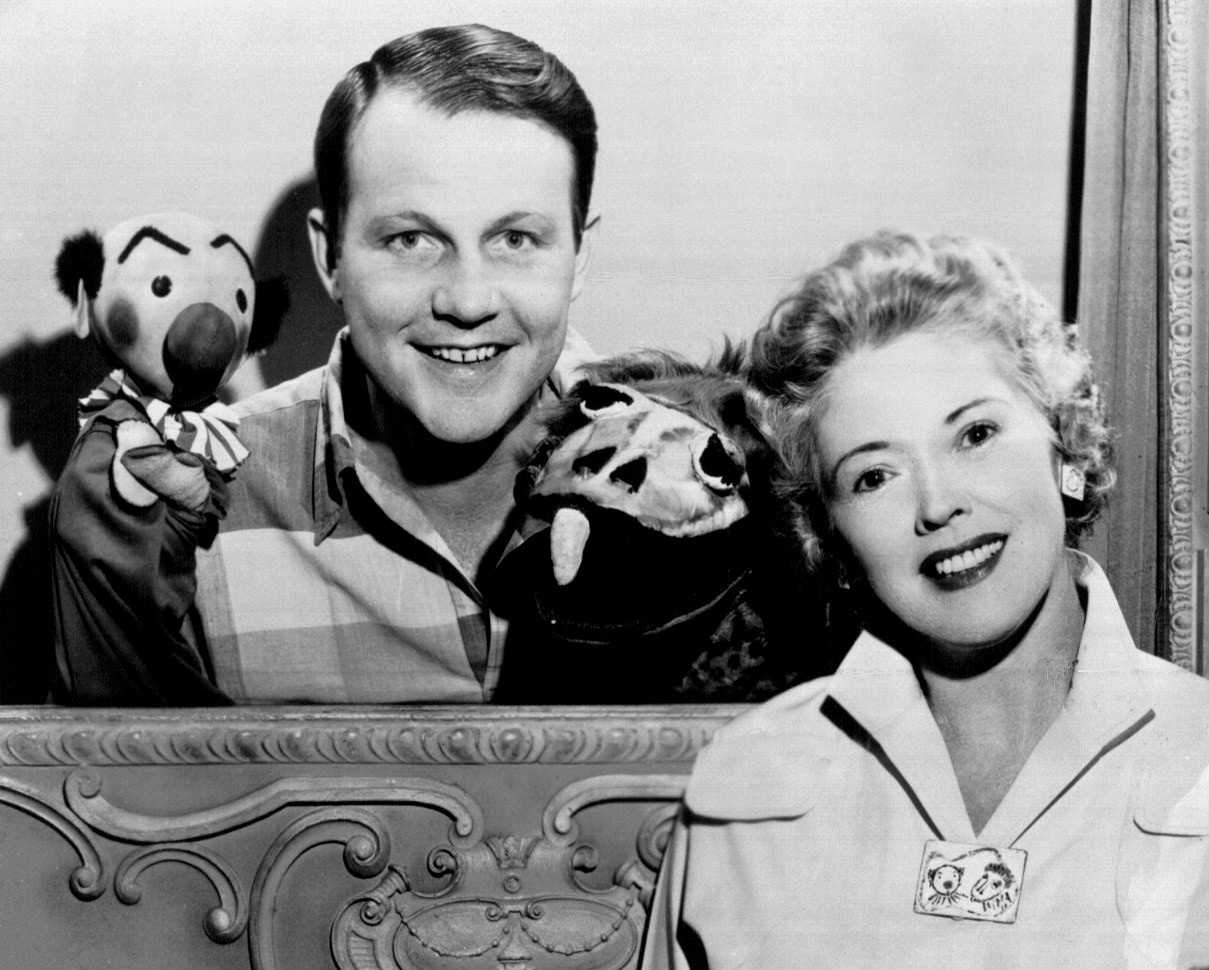
Fran Allison con Burr Tillstrom nel 1954

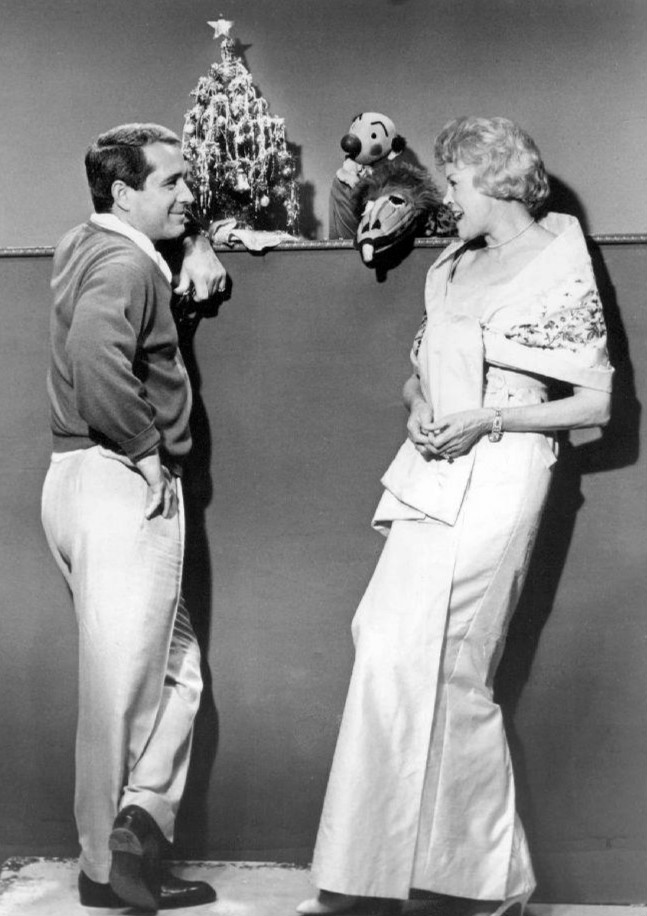
Fran Allison con Perry Como nel 1962

Frances Hellen Allison nasce a La Porte City, nella contea di Black Hawk (Iowa), il 20 novembre 1907, figlia di Jesse Louis Allison e Anna M. Halpin.
Dopo il diploma al Coe College, inizia a lavorare come insegnante, carriera che però abbandona dopo quattro anni. In seguito lavora per alcune emittenti radiofoniche locali dell'Iowa.
Nel 1937 si trasferisce a Chicago, dove diventa uno dei personaggi di punta della NBC Radio, conducendo, tra l'altro, a partire dal 1939, il programma Don McNeill's Breakfast Club, in cui si fa chiamare "Aunt Franny" ("Zia Franny").
In seguito, a partire dal 29 novembre 1948, inizia la propria carriera televisiva diventando co-conduttrice, assieme a Burr Tillstrom, del programma televisivo preserale per ragazzi Kukla, Fran and Ollie, dove sono protagonisti alcuni pupazzi noti come "Kuklapolitans".  Grazie a questo programma, seguito da oltre 20 milioni di persone, riceve nel 1950 una nomination al Premio Emmy
Quindi, alla fine degli anni cinquanta, conduce The Fran Allison Show, considerato all'epoca "il più ambizioso programma della TV di Chicago". Tra la fine degli anni cinquanta e l'inizio degli anni settanta, appare inoltre in programmi musicali quali Pinocchio (1957), Damn Yankees (1967) e Miss Pickerell (1972).
Nel 1969, torna a condurre assieme a Burr Tillstrom la riedizione del programma Kukla, Fran and Ollie, e dal 1971 al 1979, è ospite del Children's Film Festival della CBS In seguito, negli anni ottanta, conduce un programma televisivo per un'emittente locale di Los Angeles.
Nel 1988, viene inserita, per il suo contributo al benessere dei ragazzi dei programmi da lei condotti, nell'International Pediatrics Hall of Fame.
Muore a Sherman Oaks, nella contea di Los Angeles (California), il 13 giugno 1989 all'età di 81 anni a causa di una malattia al midollo osseo . È sepolta nel Mount Calvary Cemetery, a Cedar Rapids, nella contea di Linn (Iowa).

## Programmi televisivi (lista parziale)
- Kukla, Fran and Ollie (1948-?) - co-conduttrice
- TV Club, 10 puntate (1950-1951)
- Many Moons (1954)
- The Fran Allison Show - conduttrice
- Pinocchio (1957)
- Tonight Starring Jack Paar, 10 puntate (1957-1961)
- The Mike Douglas Show, 7 puntate (1962-1973)
- The Match Game (1963)
- Damn Yankees (1967)
- Miss Pickerell (1972)

## Discografia parziale

### Album
- Kukla, Fran & Ollie (1972; con Burr Tillstrom)

### Singoli
- The Christmas Tree Angel/Christmas in My Heart (1950)
- Light in the Window/And Then I Prayed (1951)
- The Ballad Of Bridey Murphy (1956; con The Jack Halloran Singers)
- Little Buffalo Bill/The Doughnut Song (1957)
- Too Young/Lies
- Punky Punkin/Rickety Rockety

## Premi e riconoscimenti
- 1950: Nomination al Premio Emmy